# ChorusOS
ChorusOS は、マイクロカーネル型のリアルタイムオペレーティングシステムであり、組み込みシステム向けに設計された。開発元の Chorus Systèmes は1997年にサン・マイクロシステムズが買収した。現在はサンも ChorusOS をサポートしていない。Chorus Systèmes の創業者らは2002年8月に新たな企業 Jaluna を立ち上げた。Jaluna は後に VirtualLogix に改称している。VirtualLogix は、Linux と ChorusOS（VirtualLogix での製品名は "VirtualLogix C5"）を使った組み込みシステムの設計を行っている。VirtualLogix によると、C5 はキャリアグレードのオペレーティングシステムであり、現在も活発に保守されている。
ChorusOS は、1980年代に INRIA で Chorus 分散リアルタイム・オペレーティングシステムとして開発が始まった。徐々に「分散」の観点が小さくなり、リアルタイムとモジュール化の観点が重視されるようになっていった。
ChorusOS の最新ソースであるバージョン 5.0 はサンがオープンソース化している。Julana プロジェクトがこれをさらに補完し、最新版の Julana-1 が公開されている。Julana-1 は（同サイトによれば）、RT-POSIX層を FreeBSD 4.1 上に設けたもので、CDE上のクロス開発環境が付属している。SourceForge.netの統計情報によると、このソフトウェアは2008年現在もダウンロードされて使われている。